# Zemships
Le projet Zemships (Zero Emissions Ships) a développé le FCS Alsterwasser, un navire à passagers à hydrogène de 100 personnes, propulsé par un moteur électrique qui tire son électricité d'une pile à combustible. Le bateau a été en service sur l'Alster à Hambourg de 2008 à 2013. La pose de la quille au chantier naval SSB à Oortkaten a eu lieu le 4 décembre 2007. 

## Ravitaillement
La station hydrogène est un réservoir de stockage de 17 000 litres d'hydrogène pour le ravitaillement. La compression se fait avec un compresseur à piston à liquide ionique.  
Toutefois, cette station de ravitaillement est définitivement fermée en 2013 pour des raisons économiques, le navire  Alsterwasser étant son unique client. Cette fermeture entraine l'arrêt de l'exploitation du navire, un approvisionnement par camions-citernes étant d'un coût jugé dissuasif.  

## Caractéristiques
Bateau pour 100 passagers, 25,56 m de long, 5,2 m de large, moteur électrique de 100 kW, un réservoir de stockage d'hydrogène 350 bars, avec deux piles à combustible à membrane d'échange de proton de 48 kW (140 V DC) et une batterie intégrée (7 x 80 V, 360 Ah).